# Tricorn Centre

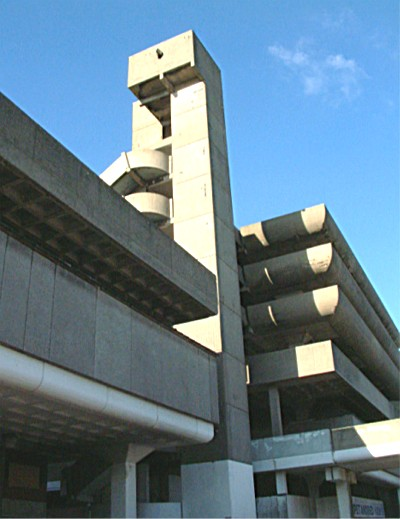
The Tricorn Centre.

Tricorn Centre var ett brutalistiskt köpcentrum i Portsmouth i södra England som ritades av Owen Luder och Rodney Gordon i mitten av 1960-talet. Köpcentrumet revs 2004 efter en lång debatt om dess arkitektoniska värde. Byggnaden var ett av de mest utpräglade exemplen av brutalistisk arkitektur.